# ترادوس
ترادوس (انگلیسی: Tradus) شرکت تجارت الکترونیک هلندی است، که در سال ۲۰۱۷ تأسیس شد.